# Ширококлювый тоди
Ширококлю́вый то́ди (лат. Todus subulatus) — вид птиц семейства тодиевых, обитающий на острове Гаити и соседнем острове Гонав. Распространён повсеместно, населяет открытые кустарниковые заросли и полупустыни, тенистые кофейные плантации и иногда мангровые леса. Охотится на насекомых, в ожидании добычи предпочитает сидеть с задранным клювом.
Ширококлювый тоди — самый крупный вид семейства, его общая длина составляет 11—12 см, а масса — 7—10,2 грамма. Как и все тоди, выделяется ярко-зелёным оперением в верхней части, сероватыми грудкой и брюхом, красным горлом и длинным клювом. Характерной особенностью вида являются розовато-красные бока и ярко-жёлтое подхвостье. Молодые особи отличаются менее яркой окраской.
Название виду дал британский зоолог Джордж Роберт Грей в 1847 году. В XIX веке учёные полагали, что ширококлювый и узкоклювый тоди принадлежат одному виду, а различия обусловлены половым диморфизмом. Позднее считалось, что ширококлювый, узкоклювый и кубинский виды образуют группу. Последние исследования показали, что ширококлювый вид более близок к пуэрто-риканскому, и вместе с ямайским видом они образуют подкладу.

## Общая характеристика
Все тоди представляют собой очень маленьких округлых птиц с коротким хвостом и длинным уплощённым клювом. Оперение ярко-зелёное в верхней части тела и беловатое в нижней, горло красное. При этом оперение ширококлювого тоди варьирует от цвета зелёной травы до гораздо более яркого оттенка, горловое пятно мягкого красного цвета сложено из перьев с тонкой серебристо-белой каймой, бока в основном имеют мягкий розовый цвет. Грудь и брюхо окрашены в серовато-белые цвета, с жёлто-серыми, серно-жёлтыми, или розовыми, как боковые перья, тенями, низ и подхвостье ярко-жёлтые. Данный вид имеет ярко выраженные жёлто-зелёные надбровья и уздечку (область между глазом и клювом), несколько серых перьев под ухом; нижняя часть клюва полностью красная, а верхняя — чёрная; радужка глаза — тёмно-серая. Лапы коричневые или тёмно-коричневые.
Ширококлювый тоди является самым крупным из всех тоди. Его общая длина составляет 11—12 см, масса — 7—10,2 грамма. Американский орнитолог Роберт Риджуэй в бюллетене Смитсоновского института 1914 года привёл следующие характеристики, на которые ссылается энциклопедия Neotropical Birds Online: длина крыла — 47,5—53 мм, длина хвоста — 33—38 мм, длина клюва 18—22 мм, ширина клюва — 5,5—6 мм, плюсна — 13—14,5 мм, длина среднего пальца — 8,5—10 мм.
Данный вид тоди имеет наибольшее среднее расстояние полёта — 2,2 метра, и обладает самым длинным крылом — 50,3 мм. Ему же принадлежит максимальное зарегистрированное расстояние полёта — 40 метров. Также данному виду принадлежит самый большой клюв. Верхняя часть клюва имеет зазубрины для разламывания твёрдых насекомых, что является характерной особенностью всех тоди. Как и другие ракшеобразные, обладает частично срощенными передними пальцами, которые они используют для копания нор.
Основной песней ширококлювого тоди является монотонный возмущённый свист «терп-терп-терп». Эта песня на одной ноте сильно отличается от звуков, характерных для узкоклювого тоди, который предпочитает двусложный «чип-чи». Кроме того, в песне отсутствует назальное звучание, которое характерно для большинства тоди, кроме также кубинского. Во время агрессии можно услышать громкий щебет, а предположительно, во время брачного периода различные резкие гортанные звуки. Как и все тоди, данный вид может летать бесшумно, но для защиты территории издаёт характерный звук крыльями, когда воздух быстро проходит через первостепенные маховые перья. Ранее считалось, что этот звук связан с тем фактом, что перья слегка ослаблены, однако при тщательном изучении оказалось, что эти перья не обладают изменённой жёсткостью или шириной. Довольно громкий звук, вместе с тем, трудно поддаётся записи и сильно зависит от погодных условий: в солнечные дни он слышен сильнее, чем в пасмурные или дождливые. По наблюдениям 1931 года, тоди издают этот звук когда вылетают из норы вверх, а потом бросаются вниз.

## Распространение
Ширококлювый тоди обитает на острове Гаити, преимущественно на территории Доминиканской Республики, и на острове Гонав, но не был обнаружен на островах Саона и Тортю. По данным 1931 года тоди с острова Гонав немного крупнее птиц с основного острова, однако различия в яркости оперения не подтвердились. Современные же исследования показывают что, напротив, тоди с острова Гонав меньше по размерам. Жители Доминиканской Республики называют данный вид, как и узкоклювого тоди, barrancolí от испанского слова исп. barranco (овраг), а жители Гаити — colibri, из-за сходства с этими птицами.
Из похожих птиц только узкоклювый тоди обитает также на Гаити, но он обладает более белой грудкой с меньшим количеством жёлтого и розового, тёмным кончиком клюва и белой радужкой по сравнению с ширококлювым. Клюв ширококлювого тоди, по сравнению с узкоклювым, примерно в два раза шире. Птицы также различаются пением и повадками во время охоты, в частности ширококлювые тоди менее активны.
Распространён повсеместно, предпочитает засушливые и полузасушливые регионы. Населяет открытые кустарниковые заросли и полупустыни, кофейные плантации. В лесах, где обитает ширококлювый тоди, преобладают бобовые деревья (Mimosa, Cassia, Acacia), мелколистые кустарники Guaiacum officinale и Bursera simaruba, кактусы (Cephalocereus) и агавы (Agave). На полуострове Самана встречается в мангровых лесах. Выбирает места с неглубокими растительными оврагами, удобными для копания нор и гнездования. Обычно предпочитает селиться на высоте ниже 1700 метров над уровнем моря. В частности, был обнаружен на северном склоне горной цепи Сель. В более высоких горах уступает место узкоклювому тоди.
Ширококлювый тоди может парами присоединяться к стаям небольших птиц, чаще насекомоядных, в основном во время миграции последних через их территорию, предположительно чтобы улучшить возможности для пропитания. Тоди не присоединяется к стаям на территории кофейных плантаций. В Сьерра-де-Баоруко и Кордильеры-Сентраль ширококлювый и узкоклювый тоди совместно обитают в вертикальном диапазоне не менее 1200 м, в случае смешивания оба вида меняют свой поведение.
Несмотря на убывание популяции ширококлювых тоди, их ареал достаточно широк, а популяция достаточно высока, чтобы относить их к видам под наименьшей угрозой.

## Питание
Как и все тоди, ширококлювый кормится насекомыми, однако является наименее активным из всех видов. Он предпочитает сидеть на открытых ветвях средним диаметром 11 мм, расположенных в тени, с опущенным вниз хвостом, и клювом, задранным вверх на 45 градусов. Тоди следит за добычей глазами, а потом бросается на неё и ловит с громким щелчком клювом. Ширококлювый вид практикует более длинные перелёты и захватывает более крупную добычу по сравнению с узкоклювым, в частности кузнечиков, сверчков, саранчу (Orthoptera) и бабочек (Lepidoptera), которые являются слишком крупными для узкоклювого вида. Учёные предполагают, что различия в рационе могли стать причиной различий в размерах клюва.
На тенистых кофейных плантациях ширококлювые тоди предпочитают ловить насекомых с лиственных деревьев, предоставляющих тень, а не с самого кофе. Возможно, это связано с тем, что высота последнего редко превышает 3-4 метра. В 94 % случаев насекомые подбираются с листьев, чаще всего (69,3 % случаев) данный вид охотится на ветках и листьях инги. Ширококлювые тоди практически одинаково часто используют атаки в горизонтальном направлении (48,9 %) или вверх (42,2 %), в то время как узкоклювые предпочитают атаки в горизонтальном направлении. Среднее расстояние до добычи составляет 0,86 метра (у узкоклювого — 0,49 метров).
Ширококлювые тоди больше других приспособлены для пропитания в засушливых кустарниках, где они предпочитают ветки в среднем на высоте 2,3 метра. Во влажных лесах данный вид перебирается повыше, на ветки на высоте 5,3 метра. Средняя высота кормления составляет 3,1 метра. В смешанных стаях с узкоклювым тоди данный вид кормится выше последних и средняя высота кормления составляет уже 5,2 метра, используя для охоты высокие деревья вместо подлеска, что приводит к изменению тактики охоты. В смешанных стаях с другими видами оба тоди чаще используют более длинные «sally-hover». В этом случае узкоклювый тоди также предпочитаться подниматься выше для охоты. Кроме того, в смешанных стаях ширококлювый тоди становится намного более активным.

## Размножение
Ширококлювые тоди моногамны в течение одного сезона, то есть выбрав пару в начале сезона уже не меняют её. Данный вид обладает большим количеством боковых розовых перьев и использует их в характерной тактике ухаживания с демонстрацией боков («flank display»), при которой птица распушает свои боковые розовые перья. Во время полёта они почти встречаются за спиной, а крылья становятся едва заметны.
Птицы откладывают яйца в норах глубиной в среднем 30 см (иногда может достигать 60 см), с высотой входного отверстия 4 см и шириной — 3,7 см, которые копают оба партнёра с сентября в небольших оврагах высотой до 1,5 метров. Они защищают норы от любых визитёров, включая человека и мангуста. В гнездовой камере, прямо на голой земле, тоди откладывают яйца. Обычно бывает только одна кладка, хотя изредка возможны и две кладки в сезон. По данным Handbook of the Birds of the World (HBW) кладка содержит 3—4 блестящих белых яйца и приходится на март — июнь. Neotropical Birds Online утверждает, что кладка происходит в апреле — июле, а число яиц составляет от одного до четырёх, с красноватыми пятнами. Яйца тоди самые маленькие среди представителей ракшеобразных; размер яйца ширококлювого тоди составляет 15,9—18 мм в длину и 13,3—15 мм в ширину. HBW приводит средние размеры 16,9 на 14,3 мм, замечая что они являются самыми крупными среди представителей тоди. Яйца высиживают оба партнёра, но больше времени в гнезде проводит самка. Инкубационный период составляет две-три недели, столько же в гнезде остаются молодые птенцы, после чего начинают жить отдельно.

## Таксономия и систематика
Научное название — Todus subulatus; вид был так назван британским зоологом Джорджем Робертом Греем в 1847 году, однако научного описания не получил, а в последующей работе этого же зоолога в 1848 году не учитывался вовсе. Английский орнитолог Ричард Боудлер Шарп в 1872 году высказал предположение, что описание всего рода, данное в 1760 году французским зоологом Матюрен-Жаком Бриссоном, сделано не по ямайскому, а по ширококлювому виду. Тоди из Сан-Доминго под разными названиями фигурирует в работах французских натуралистов Жорж-Луи Леклерка де Бюффона (Todier de St.-Domingue, 1783), Луи Жана Пьера Вьейо (Todier vert, 1819), Пьера Жозефа Боннатерре (Todus viridis, 1823). Под Todus viridis разные исследователи в разное время понимали пуэрто-риканский, ямайский и доминиканский (ширококлювый) виды.
В 1847 году французский орнитолог Фредерик де Ла Френе использовал для описания вида латинское название Todus dominicenses, широко применявшееся позднее. В 1851 году он описал узкоклювого тоди: описание основывалось на экземпляре, предоставленном французским энтомологом Августом Салле, который в 1857 году предположил, что узкоклювый и ширококлювый тоди представляют один вид, а различия обусловлены половым диморфизмом. Этой же точки зрения придерживались некоторые другие орнитологи, включая Шарпа.
До недавнего времени считалось что ширококлювый и узкоклювый тоди произошли от одного предка и вместе с кубинским видом образуют группу. Учёные полагали, что миграция древних тоди осуществлялась с полуострова Юкатан на Кубу, а затем на Гаити, где кубинский тоди, судя по интенсивности розового, синего и зелёного цвета в оперении, вокализации и поведению, эволюционировал в ширококлювый вид. Из-за сильных различий ширококлювого и узкоклювого видов учёные затрудняются сказать, развивались ли они отдельно, когда остров был поделён на две части, или было несколько миграций.
Филогенетические исследования митохондриальной ДНК показали, что ширококлювый тоди произошёл от того же предка, что и пуэрто-риканский, в то время как узкоклювый тоди более близок к кубинскому. Разделение произошло от 3 до 2 млн лет назад. В настоящее время принято считать, что ширококлювый, ямайский и пуэрто-риканский виды образуют подкладу.